# Trisettore

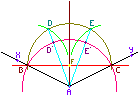
Trisezione di un angolo

In matematica e geometria si definisce trisettore o triplicatore uno strumento che consente la trisezione dell'angolo ossia la suddivisione di un angolo in tre parti uguali.

In generale, gli elementi fondamentali di un trisettore sono quattro aste principali vincolate tutte ad un perno, attorno al quale esse ruotano, e tra loro, a due a due, da  altre asticelle con estremi vincolati a perni o a muoversi lungo particolari traiettorie, al fine di mantenere uguali le ampiezze dei tre angoli formati dalle aste principali durante il loro moto di rotazione intorno al perno.
Esistono diversi tipi di trisettori che si distinguono per i vari modi in cui le quattro aste principali che determinano la trisezione sono vincolate tra loro.

Tali tipi di trisettori si distinguono anche per l'ampiezza massima degli angoli che possono in effetti trisecare.

I più diffusi tipi di trisettore sono:
- il trisettore di Cartesio
- il trisettore del Kempe
- il trisettore di Pascal